# RTAF-5
RTAF-5 – tajlandzki prototypowy samolot szkolny przeznaczony do zaawansowanego treningu, treningu bojowego oraz lotów patrolowych. Po wybudowaniu jednego samolotu dalsze prace zostały przerwane.

## Historia
W 1976 roku inżynierowie tajlandzkiej instytucji Royal Thai Air Force - Office of Aeronautics and Aircraft Design Directorate of Aeronautical Engineering w Bangkoku podjęli próbę budowy lekkiego samolotu treningowego mającego również możliwość wypełniania zadań lekkiego samolotu szturmowego i patrolowego. Prace nie posuwały się zbyt szybko, jako że dopiero 5 października 1984 roku gotowy prototyp wzniósł się po raz pierwszy w powietrze. Przewidywano produkcję seryjną samolotu jednak podpisanie w 1982 roku umowy na licencyjną produkcję niemieckich samolotów RFB Fantrainer sprawiło, że dalsze prace nad maszyną mającą pełnić te same zadania uznano za bezcelowe i cały program budowy został przerwany. Do dziś egzemplarz samolotu RTAF-5 można oglądać w Muzeum Królewskich Tajlandzkich Sił Powietrznych w Bangkoku.

## Konstrukcja
RTAF-5 jest wolnonośnym, dwuosobowym, metalowym ramieniopłatem z krótkim kadłubem umieszczonym pomiędzy dwiema belkami ogonowymi. Belki zakończone są skośnymi statecznikami pionowymi połączonymi sterem wysokości. Kadłub o konstrukcji półskorupowej z dziobem wykonanym z włókna szklanego. W tylnej części kadłuba znajduje się silnik Allison 250-B17-C napędzający trójłopatowe śmigło pchające o średnicy 2,29 m umieszczone pomiędzy dwiema belkami ogonowymi. Kabina mieściła dwuosobową załogę w układzie tandem. Tylny fotel, umieszczony o 7,5 cm wyżej niż przedni zajmował pilot-instruktor. Usterzenie o prostokątnym obrysie. Skrzydło trójdzielne, dwudźwigarowe z centralną częścią będącą integralną częścią kadłuba o prostokątnym obrysie i częściami zewnętrznymi o trapezowym obrysie i wzniosem wynoszącym 3°. Na końcach skrzydeł zamontowano małe, opływowe zbiorniki paliwa. Skrzydło zaopatrzone w napędzane ręcznie lotki i elektrycznie klapy. Trójpodporowe podwozie z przednim podparciem, chowane w locie. Przednie koło do wnęki w kadłubie, podwozie główne do wnęk w belkach ogonowych. Pod skrzydłami miały znajdować się cztery węzły do podwieszania uzbrojenia o udźwigu 68 kg (węzły wewnętrzne) i 45 kg (węzły zewnętrzne).